# Puppet Master: The Legacy

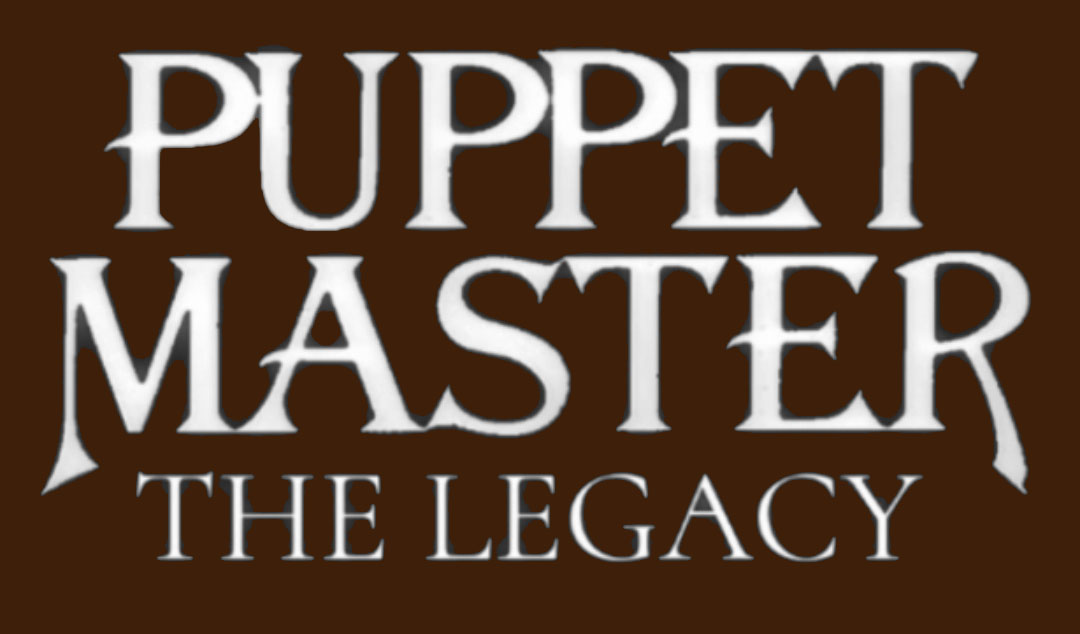
Titolo del film

Puppet Master: The Legacy è un film del 2003 diretto da Charles Band. Il film concluse temporaneamente la saga di Puppet Master iniziata 23 anni prima.

## Trama
Peter (il ragazzino di Puppet Master III: Toulon's Revenge) è cresciuto ed divenuto ora il Puppet Master.